# チェンナイ中央駅
チェンナイ中央駅（チェンナイちゅうおうえき、英語 : Chennai Central railway station）は、インドのタミル・ナードゥ州の州都であり、約700万人が暮らすチェンナイにあるインド南部鉄道の駅およびターミナルである。1873年に開業した。開業時の駅舎が現在でも使われている。インド南部の鉄道網の中心。

## 事件・事故
- 2014年5月1日、バンガロールとグワハティを結ぶ列車が駅に到着した直後、客車内で原因不明の爆発が発生。1人が死亡、10名以上が負傷[1]。